# Шелангер
Шеланге́р (луговомар. Шолэҥер) — посёлок в Звениговском районе Республики Марий Эл России. Административный центр одноимённого сельского поселения.
Численность населения — 2293 (2010) человек.

## География
Посёлок находится в 40 км к северо-востоку от центра муниципального района — города Звенигово.

## История
Своим возникновением поселок Шелангер обязан строительству в 1927 году железной дороги Зелёный Дол — Йошкар-Ола и возникновению неподалёку от одноимённой деревни железнодорожной станции.
Вскоре появилось Шелангерское лесничество, которое подчинялось Суслонгерскому лесхозу. В посёлке построили клуб, выделили комнату для больницы. В Шелангере была лесопилка, но несколько позже её перевезли в посёлок Суслонгер.
В 1933 году на станции Шелангер была открыта начальная школа в старом бараке. В 1941 году начальную школу перевели в клуб посёлка Лесохимзавод до 1944 года, после чего занятия вели в различных бараках.
В 1934 году в посёлке был создан пункт Заготзерна. Зерно сюда поступало из Звениговского, Моркинского, Сотнурского районов. Много его отправлялось отсюда в другие области и республики.
В 1937 году на работу в контору «Заготзерно» поступил приехавший из Мордовии Сергей Полежайкин. В Заготзерне Сергей Иванович проработал до 1939 года. В октябре 1943 года он погиб под городом Кретингой, и ему посмертно было присвоено звание Героя Советского Союза.
В поселке Шелангер в 50-е — 80-е годы были построены новые жилые дома, магазины, склады, старое деревянное здание почты заменило новое, каменное.
Сельсовет образован в поселке Шелангер 17 марта 1966 года. 1 января 1968 года в Звенигове была создана межколхозная строительная организация Марколхозстройобъединения. Первой стройплощадкой стал Шелангерский колхоз имени Ульянова. В июне начались монтажные и строительные работы. В сентябре, по воспоминаниям архитектора района В. И. Алексеева, на небольшом пятачке работали более 800 человек. Основные объекты комплекса были готовы к началу октября того же года. Официальный пуск комплекса после устранения некоторых недоделок состоялся 31 декабря 1968 года.
В посёлке находится Шелангерский химзавод «Сайвер». Созданный на основе производств по переработке продукции леса, находящийся несколько в стороне от поселка, химзавод до конца 1970-х годов был центром посёлка Лесохимзавод, который 2 июня 1979 года вошёл в состав посёлка Шелангер.
В конце 1995 года в совхозе был открыт собственный мясокомбинат, рассчитанный на переработку 10 тонн мяса в смену, построенный по инициативе директора. В очень короткое время был завоёван рынок сбыта не только в Марий Эл, но и в ближайших регионах. В 1999 году совхоз «Звениговский» получил свидетельство участника Всероссийской программы-конкурса «100 лучших товаров России».

## Население
| 2002 | 2010  |
| ---- | ----- |
| 2266 | ↗2293 |

## Известные люди
Васильев Анатолий Алексеевич (1939—2004) — советский государственный и хозяйственный деятель. Председатель колхозов «Россия» (1972—1973), имени В. Ульянова (1976—1979), директор совхозов «Кожласолинский» (1973—1976, 1979—1982) и «Прогресс» (1982—1986) Звениговского района Марийской АССР. Депутат Верховного Совета СССР 8-го созыва (1970—1974).

## Крупные предприятия
- ООО «Мясокомбинат „Звениговский“».
- СПК «Звениговский».
- Шелангерский химзавод «Сайвер».

## Транспорт
Железнодорожная станция Шелангер линии Зелёный Дол — Яранск.
В 1 километре к западу от посёлка проходит автомобильная дорога федерального значения А295 Йошкар-Ола — Зеленодольск — автодорога М7 Волга. Также через посёлок проходит автодорога регионального значения Звенигово — Шелангер — Морки.
Существует автобусное сообщение со Звенигово, Йошкар-Олой и Красногорским.

## Образовательно-воспитательные учреждения
- Шелангерская средняя общеобразовательная школа. Новое здание открыто в 2009 году по программе «Развитие села».
- Детский сад «Родничок». Построен в 2014 году[4].

## Культура
- Шелангерский центр досуга и культуры.
- Шелангерская сельская библиотека.

## Здравоохранение
- Шелангерский фельдшерско-акушерский пункт.
- Шелангерский ветеринарный участок.

## Религия
- Церковь Рождества Иоанна Предтечи. Построена в 2009 году.
- Мусульманский молебенный дом. Открылся в 2013 году.

## Связь
- Шелангерское отделение почтовой связи.

## Памятники и памятные места
- Памятник-обелиск воинам, погибшим в годы Великой Отечественной войны.
- Памятник И. В. Сталину (у проходной мясокомбината)[5][6].
- Мемориал, посвященный 100-летию пограничной службы в России[7]